# Fiction Records
Fiction Records est un label indépendant britannique fondé en 1978 par Chris Parry, alors directeur artistique chez Polydor, dans le but de publier les disques du groupe The Cure. La première réalisation de la firme est le 45 tours Killing an Arab/10:15 Saturday Night paru le 6 février 1979, qui porte donc le numéro Fics1.
À cette époque, le label produit également les œuvres d'autres groupes comme Purple Hearts, Back To Zero, The Associates, Tim Pope ou Eat. The Cure quitte la maison en 2001 pour Geffen.
Fiction Records, devenu une filiale de Polydor, a édité depuis Snow Patrol, Yeah Yeah Yeahs, Elbow, Kate Nash ou encore White Lies.